# آيت ازدك السفلى (آيت إزدك)
آيت ازدك السفلى هي إحدى مشيخات المملكة المغربية، تتبع جغرافيا لإقليم ميدلت وإداريًا لآيت إزدك. يقدر عدد سكانها بـ 3753 نسمة حسب الإحصاء الرسمي للسكان والسكنى لسنة 2004.